# 이원종 (식품공학자)
이원종(1953년 2월 6일~)은 대한민국의 대학 교수 겸 식품공학자이자 교육인이다.
1985년부터 현재까지 대학 교수로 재직 중이다. 2009년 3월 이후부터는 국립강릉원주대학교 식품영양과학과 교수로 재직하였으며, 2018년 8월 이후 명예교수로 재직 중이다.

## 학력
- 1977: 서울대학교 농업생명과학대학 식품공학과 학사
- 1982: 미국 노스다코타 대학교 대학원 식품공학과 공학 석사
- 1985: 미국 노스다코타 대학교 대학원 식품공학과 공학박사

## 경력
- 1985~1986: 미국 위스콘신대 연구원
- 1986~2009.2: 강릉대 생명과학대 식품과학과 조교수, 부교수, 교수
- 1987~1989: 강릉대 식품과학과 학과장
- 1989~1990: 캐나다 Saskatchewan대 교환교수
- 1991~1993: 강릉대교수회 부회장
- 1992~: 강릉대 동해안연구소 소장
- 1993~1995: 강릉대교수회 회장
- 1995~1996: 강릉대 중소기업지원센터 소장
- 1995~1996: 강릉대 산업대학 학장
- 1996~1997: 강릉대 생명과학대학 학장
- 1996~1997: 강릉대 산업대학원 원장
- 1998~: 강릉대 식품연구소 소장
- 1998~1999: 미국 네브라스카대 교환교수
- 2009.3~: 강릉원주대 생명과학대 식품영양학과 교수[4]
- 2016~: 강릉시 어린이급식관리지원센터장

## 저서
- 《위기의 식탁을 구하는 거친 음식》/랜덤하우스 중앙/2004.08
- 《100세 건강 우연이 아니다》/중앙북스/2009.10.